# Pecat original

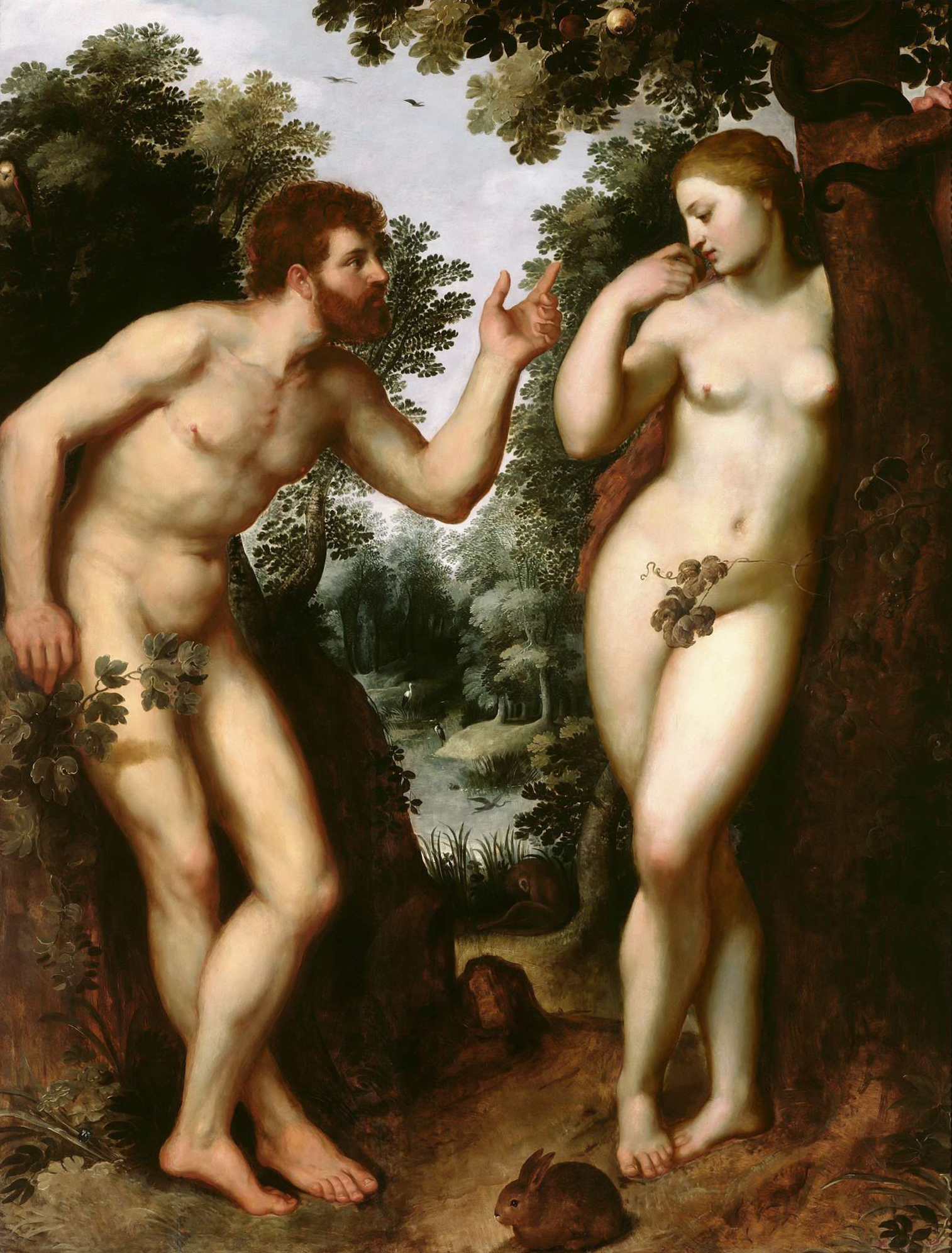
Adam i Eva per Peter Paul Rubens.

El pecat original és la falta comesa per Adam i Eva que explica la seva expulsió del Paradís. És anàleg a les explicacions de la cultura grega, on l'home comet una falta i descendeix a una edat inferior des de l'edat d'or i als fruits prohibits mesopotàmics i egipcis.

## La caiguda
La serp va temptar Eva perquè convencés Adam de prendre l'únic fruit prohibit (representat sovint per una poma) de l'Arbre del Bé i del Mal. Aquest ho va fer i va intentar ocultar la seva falta a Déu, qui ho va descobrir i va castigar els homes a ser mortals, tenir treball i dolors i ser expulsats del Paradís (Gènesi 3:6-24).
La visió tradicional indica que la serp era una encarnació del dimoni (com la majoria d'animals d'escates a l'edat mitjana). Eva apareix com la dona que tempta l'home. Descobreixen que van nus després de prendre el fruit, senyal que assoleixen alhora el coneixement, la pèrdua de la innocència i el pecat. Seria per tant alhora una falta per orgull (volen conèixer el que no els pertoca) i de desobediència a Déu. Aquest pecat original explicaria la tendència al mal de l'ésser humà, tot i conèixer el seu deure.
Altres visions ho veuen com un acte alliberador i necessari, ja que a partir d'aquest moment l'home és humà: lliure, mortal, capaç de reproduir-se i de poblar la Terra. El fet que l'arbre s'anomeni de la ciència o del Bé i del Mal indica que la persona només ho és des del moment que pot accedir al coneixement (ésser racional) i que jutja els seus actes (ésser moral), a diferència dels altres animals. Seria un ritu de pas cap a l'edat adulta sota la forma d'un mite.
La psicoanàlisi ha vist una al·legoria de l'acte sexual. La serp té forma fàl·lica i connotació de luxúria; la parella descobreix que va nua; els càstigs estan associats al part; es diu que perden la innocència.

## La doctrina cristiana
El catolicisme creu que el baptisme neteja el pecat original. L'única persona que va néixer sense aquesta falta va ser Maria, mare de Jesús, "sense pecat concebuda". La doctrina de l'església al respecte està fortament influïda pels escrits de Sant Agustí d'Hipona. El protestantisme subratlla el paper de la gràcia divina: l'home és pecador des que neix i Déu escull salvar-lo malgrat tot.
El pelagianisme, declarat heretgia, va afirmar que aquesta concepció estava contaminada pel maniqueisme, que intentava justificar la doble naturalesa de l'home (pecador i angèlic). El socianisme va secundar aquesta manera de pensar, afirmant que una criatura dotada d'ànima i feta a imatge i semblança de Déu, com diu la Bíblia, no pot néixer pecadora sinó que és després que s'allunya de la voluntat divina.
El cristianisme ortodox considera que una falta no es pot heretar, ja que el pecat sempre implica elecció lliure pel mal, sabent-ne les conseqüències. Un nadó no pot, doncs, pecar. Afirma que la visió catòlica empeny cap al determinisme i que nega la llibertat fonamental de l'ésser humà.